# Ustilago mexicana
Ustilago mexicana är en svampart som beskrevs av Ellis & Everh. 1887. Ustilago mexicana ingår i släktet Ustilago och familjen Ustilaginaceae.   Inga underarter finns listade i Catalogue of Life.